# 摩纳哥城
摩纳哥城（法語：Monaco-Ville，發音：[mɔnakɔ vil]），又称Le Rocher（意為「岩石」），是摩纳哥的行政区之一，位于伸向地中海的摩納哥岩上。摩纳哥城是摩纳哥四个传统分区（法語：quartiers）的一个，其他三个是拉孔达米讷、蒙特卡洛和丰维埃耶。然而在现代行政基础上摩纳哥城是该国的10个区（ward）之一。所以摩纳哥城，既不是一个镇也不是摩纳哥的首都，然而却经常被误称为首都。
摩纳哥城人口为975。

## 历史
摩纳哥城最初叫做 Monoikos。